# Bozsor község
Bozsor község (románul: Comuna Traian Vuia) község Temes megyében, Romániában. Központja Bégaszederjes, beosztott falvai Bozsor, Bégaszuszány, Kisszurdok, Kisszécsény, Zsuppány.

## Népessége
A 2011-es népszámlálás adatai alapján a község népessége 2059 fő volt.